# Alan Gibbons
Alan Gibbons (Liverpool, ...) è uno scrittore inglese.
È noto per le sue numerose pubblicazioni di romanzi per bambini e ragazzi.

## Vita privata
A causa della morte prematura del padre, Alan e la sua famiglia si trasferirono a Crewe dove, dopo le scuole dell'obbligo, Gibbons poté intraprendere la carriera di scrittore.

## Riconoscimenti
Gibbons è stato spesso nominato per alcuni rilevanti premi inglesi, in particolare gli sono stati conferiti:
- La Carnegie Medal, nel 2000.
- Il Booktrust Teenage Prize, nel 2001.
- Il Libro dell'anno di Leicester.
- Lo Stockport Book Award.
- L'Angus Book Award.
- Il Catalyst Award.
- Il Birmingham Chills Award.

## Opere
- Whose Side Are You On? (1988)
- Pig (1990)
- Our Peculiar Neighbour (1990)
- The Jaws of the Dragon (1991)
- S. O. S. Salviamo Babbo Natale (1992)
- A Dagger in the Sky (1992)
- Galline (1993)
- Non è lo Yeti (1994)
- Le orecchie del nonno (1994)
- Hattie odia i cappelli (1994)
- La città del fuoco (1995)
- Ganging Up (1995)
- I ragazzi arrampicatori (1995)
- Una via di gente alta (1995)
- When My Ship Came in (1995)
- Giocare con il fuoco (1996)
- Total Football: Some You Win... (1997)
- Total Football: Sotto pressione (1997)
- Total Football: Divided We Fall (1998)
- Total Football: Tempo di ingiurie (1998)
- La forza del gioco (1998)
- L'ultimo uomo rimasto (1998)
- Twin Strikers (1999)
- Countdown finale (1999)
- A Fight to Belong (1999)
- The Guv'nor (1999)
- La leggenda:Ombra del Minotauro (2000)
- The Legendeer: La legione dei Vampiri (2000)
- The Legendeer: Warriors of the Raven (2001)
- Io, Julie e il nemico numero 10 (2001)
- Treble Trouble (2002)
- Il cuore freddo in estate (2002)
- The Edge (2002)
- I corridori della morte (2003)
- Caught in the Crossfire (2003)
- The Dark Beneath (2003)
- Il difensore (2004)
- The Lost Boys' Appreciation Society (2004)
- Il mangiatore della notte (2004)
- Pressione sanguigna (2005)
- Hold On (2005)
- The Greatest (2006)
- Setting of a Cruel Sun (2006)
- Rise of the Blood Moon (2006)
- Spaventato dalla morte (luglio 2007)
- The Darkwing Omnibus (ottobre 2007)
- La trilogia della leggenda (febbraio 2008)
- L'assassino del diavolo (2008)
- Renegade (2009)
- Strega (2010)
- La maglietta numero sette (2008)
- Moving on (2009)
- The Dying Photo (2010)
- Spazi bui (2009)
- Dimmi come scrivere poesie
- Dimmi come non scrivere fiction
- Dimmi come scrivere fiction